# Banji
Banji – rodzaj teropoda z rodziny owiraptorów (Oviraptoridae) żyjącego w późnej kredzie na obecnych terenach Azji. Został opisany w 2010 roku przez Xu Xinga i Hana Fenglu w oparciu o kompletną czaszkę wraz z żuchwą odnalezioną w pobliżu miasta Ganzhou przez amatorskiego zbieracza skamieniałości, który przekazał ją Instytutowi Paleontologii Kręgowców i Paleoantropologii. Analiza skał otaczających kości sugeruje, że pochodzą one z górnokredowych osadów formacji Nanxiong. Morfologia szwów czaszki dowodzi, że w chwili śmierci holotyp był osobnikiem młodocianym. Banji miał wysoką czaszkę z kostnym grzebieniem, podobnie jak niektóre inne owiraptory. Od innych przedstawicieli Oviraptoridae różnił się obecnością bardzo długiego otworu nosowego, ciągnącego się wzdłuż grzebienia niemal do oczodołu. Nazwa gatunku typowego, Banji long, w języku chińskim oznacza „pasiasty grzebieniasty smok”.